# جيف دود
جيف دود (بالإنجليزية: Jeff Dowd)‏ هو منتج أفلام أمريكي، ولد في 20 نوفمبر 1949 في أوكلاند في الولايات المتحدة.

## وصلات خارجية
- جيف دود على موقع IMDb (الإنجليزية)
- جيف دود على موقع إن إن دي بي (الإنجليزية)
- جيف دود على موقع قاعدة بيانات الفيلم (الإنجليزية)